# 寺町薄泡螺
寺町薄泡螺（学名：Philinorbis teramachii），是头楯目似海牛科Philinorbis的一种。主要分布于台湾，常栖息在海湾区，水深约120m。